# Michael Grant
Michael Grant (21 de novembre de 1914 - 4 d'octubre de 2004) va ser un classicista i numismàtic anglès; a més a més va ser cavaller de l'Orde de l'Imperi Britànic. Segons el diari anglès The Times, va ser un dels pocs classicistes que es va guanyar el respecte dels acadèmics i dels lectors. Molt prolífic, va escriure i editar més de 50 llibres no novel·lats i traduccions; va escriure sobre temes molt variats, des de la moneda en l'antiga Roma o l'erupció del mont Vesuvi fins als Evangelis i Jesús. Ell es va descriure a si mateix com «un dels los pocs escriptors independents en l'àmbit de la història antiga: un fenomen estrany».

## Biografia
Michael Grant va néixer a Londres, i va llegir els clàssics a l'escola Trinity College de Cambridge va ser un professor d'humanitats a la universitat d'Edinburgh. El 1946, Michael Grant va ser premieat per l'Ordre de l'Imperi Britànic, també va ser vice-rector de la universitat Queen de Belfast i de la universitat de Khartoum.

### Treballs originals
- From Imperium to Auctoritas (1946/Rev ed, 1971?), Treatise on bronze coins
- Ancient History (1952)
- Roman Imperial Money (1954)
- Roman History from Coins (1958/ Rev ed, 1968)
- The World of Rome (1960/ Rev ed, 19??/1974/1987)
- The Ancient Mediterranean (1961/ Rev ed, 1969)
- Myths of the Greeks and Romans (1962/new biblio:1986) ISBN 0-452-01162-0
- Greece and Rome: The Birth of Western Civilization (1964/ Rev ed, 1986)
- The Civilizations of Europe (1965)
- The Gladiators (1967)
- The Climax of Rome: The Final Achievements of the Ancient World, AD 161-337 (1968/ Rev ed, 19??/1974)
- Julius Caesar (1969)
- The Ancient Historians (1970)
- The Roman Forum (1970)
- Nero (1970)
- Herod the Great (1971)
- Roman Myths (1971)
- Cities of Vesuvius: Pompeii and Herculaneum (1971)
- Atlas of Classical History (1971/ Rev ed, 1974/1986/1989/1994)
- Cleopatra (1972)
- The Jews in the Roman World (1973/ Rev ed, 1984)
- Caesar (1974)
- Army of the Caesars (1974)
- The Twelve Caesars (1975)
- The Fall of the Roman Empire (1976/ Rev ed, 1990) ISBN 0-02-028560-4
- Paul (1976)
- Jesus: An Historian's Review of the Gospels (1977)
- History of Rome (1978) ISBN 0-02-345610-8 ISBN 978-0571114610
- Greece and Italy in the Classical World (1978/ Rev ed, 19??)
- The Etruscans (1980)
- Greek and Latin Authors: 800 BC - AD 1000 (1980)
- Dawn of the Middle Ages (1981) -- coffee table book
- From Alexander to Cleopatra: the Hellenistic World (1982)
- The History of Ancient Israel (1984)
- The Roman Emperors: A Biographical Guide to the Rulers of Imperial Rome 31BC - 476 AD (1985)
- A Guide to the Ancient World: A Dictionary of Classical Place Names (1986)
- The Rise of the Greeks (1987)
- The Classical Greeks (1989)
- The Visible Past: Greek and Roman History from Archaeology, 1960-1990 (1990)
- Founders of the Western World: A History of Greece and Rome (1991)
- Greeks and Romans: A Social History (1992)
- The Emperor Constantine (1993)
- The Antonines: The Roman Empire in Transition (1994)
- St Peter: A Biography (1994)
- My First Eighty Years (1994), Autobiography
- Greek and Roman Historians: Information and Misinformation (1995)
- The Severans: The Changed Roman Empire (1996)
- Art in the Roman Empire (1996)
- From Rome to Byzantium: The Fifth Century (1998)
- Sick Caesars (2000)
- Saint Paul (2000)
- The Magnificente 12 : The Call (2001)

### Traduccions
- Ciceró, Selected Works (1965)
- Ciceró, Selected Political Speeches (1969)
- Ciceró, Murder Trials (1975)
- Ciceró on the Good Life (1971)
- Tàcit, The Annals of Imperial Rome (1956/ Rev ed, 1977)
- Ciceró, On Government (1993)

### Editor/Revisor
- Roman Readings (1958/67) [AKA Latin Literature: An Anthology (1979/new biblio 1989)]
- Roman Literature (19??/ Rev ed, 19??/1964)
- Greek Literature (19??)
- Suetonius, The Twelve Caesars: An Illustrated Edition (1979; Trans, Robert Graves, 1957)
- Civilization of the Ancient Mediterranean (with R. Kitzinger, 1988)
- Readings in the Classical Historians (1992)